# Csupaszkopoltyús csigák

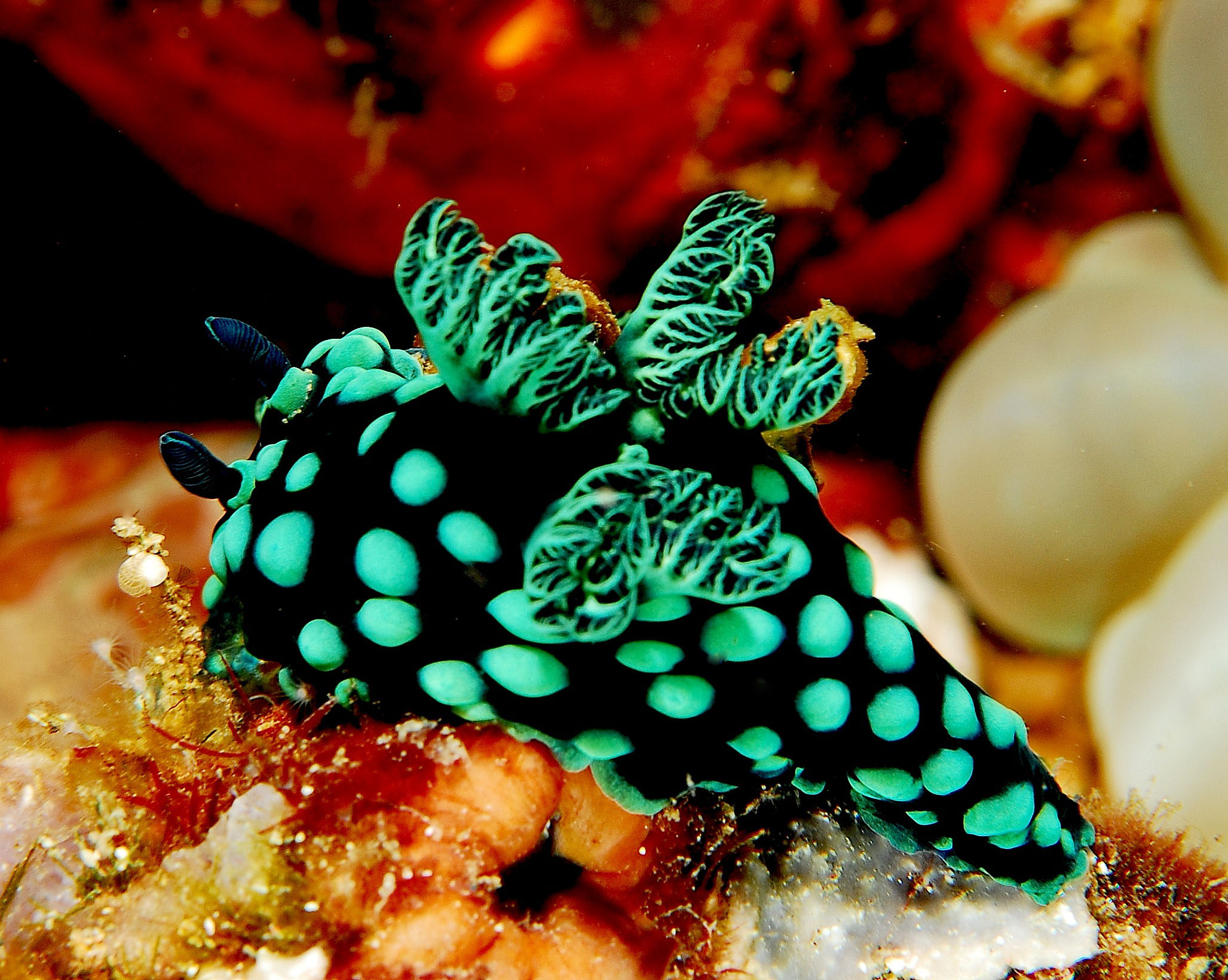
Nembrotha cristata

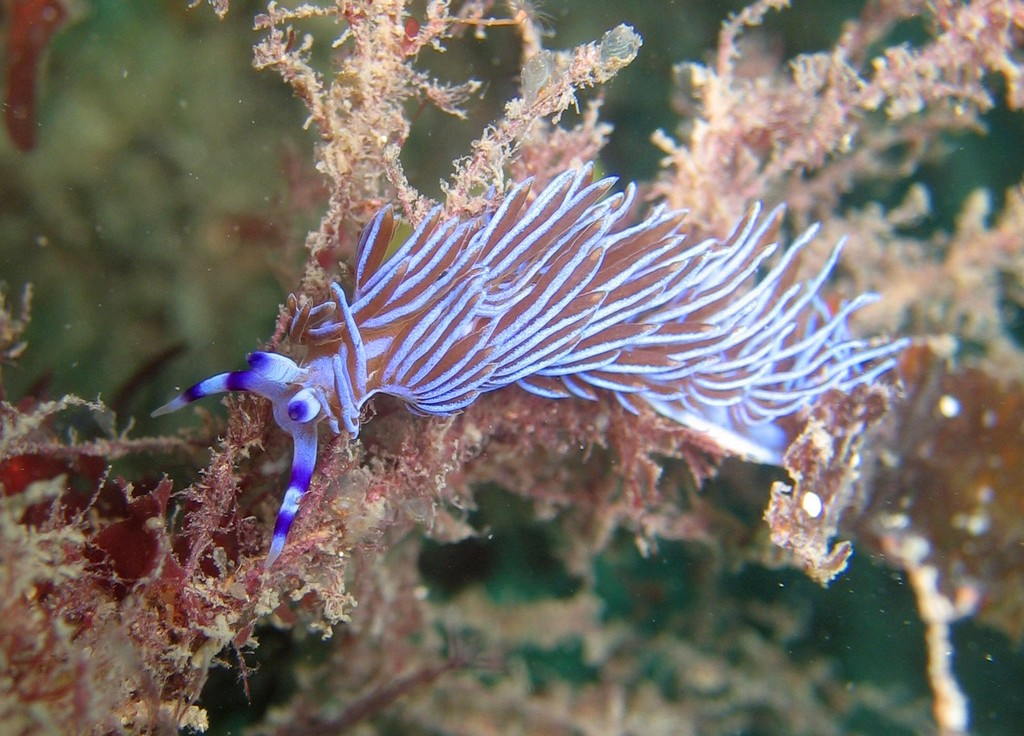
Pteraeolidia ianthina

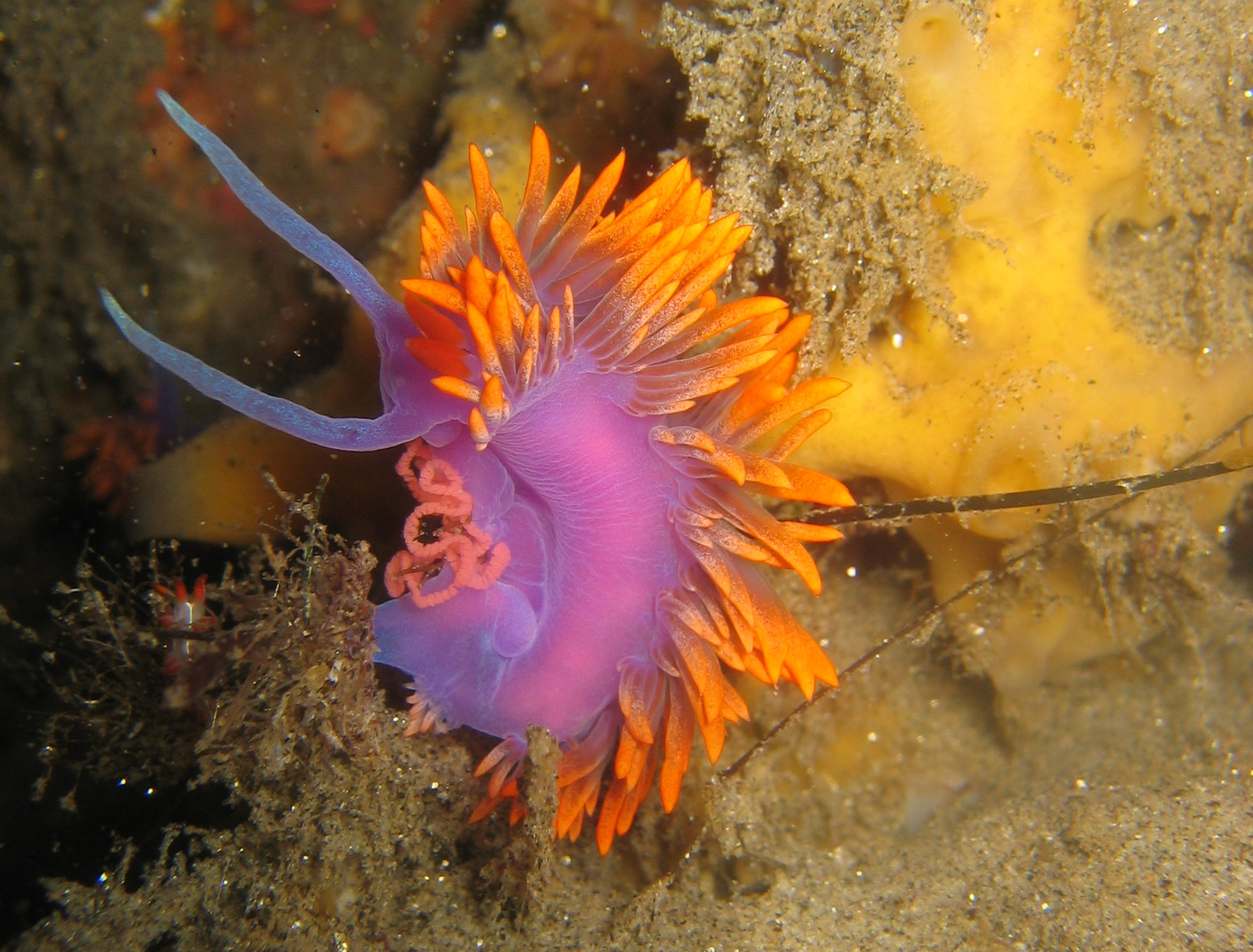
Flabellina iodinea

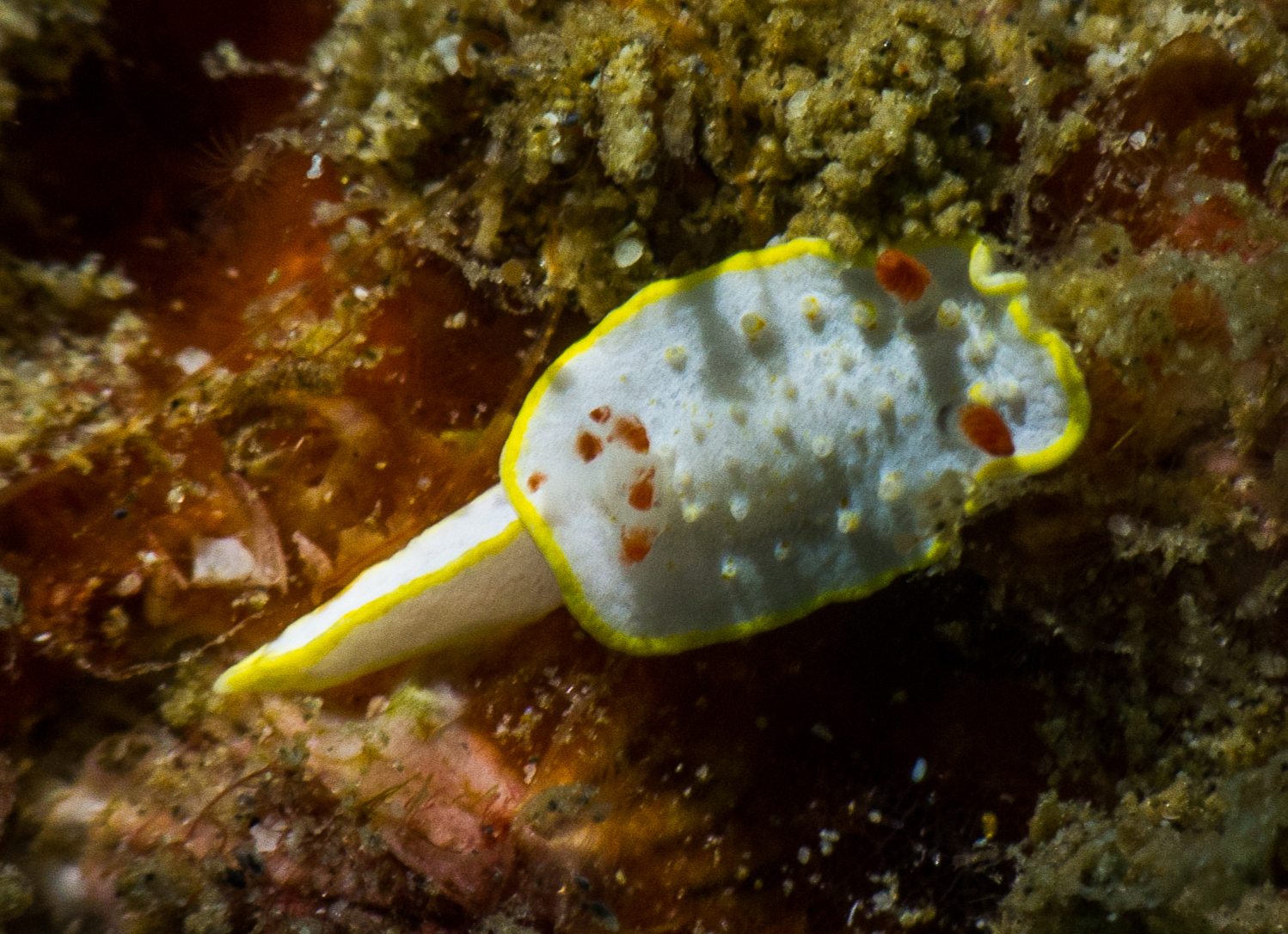
Diaphorodoris olakhalafi

A csupaszkopoltyús csigák vagy tengeri házatlan csigák (Nudibranchia) a csigák (Gastropoda) osztályának egyik alrendje több mint 3000 ismert fajjal. Nevüket a latin nudus (csupasz) és a görög brakhia (kopoltyú) szavak összetételéből alkották meg.

## Előfordulásuk
A csupaszkopoltyús csigák vagy tengeri házatlan csigák a világ minden óceánjában elterjedtek, leginkább a trópusokon és a mérsékelt övben.

## Megjelenésük
Hosszuk legfeljebb 30 cm. Bőrük az álcázó, illetve figyelmeztető jelleggel gyakran szemölcsös, illetve színpompás, tarka. A tollas kopoltyúkat szabadon mozgatja a víz. Fogókarjuk (rhinopora) általában kettő vagy több pár van; ezek a közeli zsákmány által kibocsátott ingereket veszik fel. Egyes fajoknak fonalszerű hátfüggelékei (cerata) nőnek. Ezek az elsatnyult kinövések a belsőségek nyúlványait tartalmazzák, és a végükön csalánsejt van, amit a csiga támadójára lövellhet. Gyakran olyan sok belőlük, hogy a csiga úgy néz ki, mintha szőrös lenne. A legtöbb csupaszkopoltyús csiga mérgező állatokat eszik, és felveszi azok méregsejtjeit, így védekezik a ragadozók ellen. Az úszó Glaucus atlanticus faj bátran megtámadja a portugál gályákat, hiszen meglehetősen ellenálló a más állatokat megbénító mérgükkel szemben. Néhány tengeri házatlan csiga puha testét a csontváz szerepét átvevő mésztűk erősítik. Szájszervük két lemezkéből áll; ezek egymáshoz dörzsölésével őrlik fel a zsákmányt.

## Életmódjuk
A csupaszkopoltyús csigák 1-2 évig élnek; többségük a part közelében, de az árapály zónája alatt; sok faj a korallzátonyokon, mások a homokos partszakaszokon. Egyes fajok 1,5 kilométer mélyre is lehatolnak.
A tengeri táplálékláncban egyszerre vesznek részt mint ragadozók és mint zsákmányállatok. A ragadozó fajok főként korallokat, szivacsokat, tengerirózsákat vagy halakat esznek; ragadozói más halak, tengeri teknősök, tengeri pókok, tengeri csillagok.
A kifejlett állatok úszkálnak vagy a tengerfenéken másznak. A lárvákat az áramlatok sodorják magukkal. Némelyik faj húsevő, a többi moszatot eszik, néhány pedig olyan korallokat, amelyek apró növényeknek adnak otthont. A növények a hosszú, lapos hátfüggelékekbe kerülnek, és  mivel ezekbe elég napfény jut be, tovább élnek a csigában. A növények által termel szerves anyag nagy részét a csiga hasznosítja.
Bár a tengeri házatlan csigák hímnős állatok, a sekély vízben időnként kölcsönösen megtermékenyítik egymást. A párzási időszak tavasszal és nyáron van. Az állat kocsonyás szalagokban rakja le a peték tucatjait, akár ezreit.
Némileg veszélyezteti őket a tengerek szennyezése és a hajózás. Mivel azonban az ember semmire sem használja őket, olyan ütemben szaporodnak, hogy állományaik valószínűleg állandóak maradnak.

## Különös tulajdonságuk
2013 februárjában jelentették, hogy ezek egyik fajtája, a Chromodoris reticulata, más néven Goniobranchus reticulatus közösülés után elveszti nemi vesszőjét, ami 20 perccel közösülés után leszakad és az állat ideiglenesen impotenssé válik. A nemi vessző azonban már néhány óra múlva ismét nőni kezd. Harriet Arkell 2013. február 13-án jelentette a MailOnline Internet újságban A meglepő hírt, amit japán kutatók fedeztek fel és az angliai Royal Society Journal Biology Letters-ben közöltek. Ez nagy meglepetést keltett, mert, bár olyan lények, amelyek nemi vesszőjüket levedlik már ismeretesek, de olyanokat, amelyek képesek újat kinőni még soha senki se látott.
A kutatók, az Osaka City University (Osaka-i Városi Egyetem) és a Tokyo Nihon University (Tokio-i Japán egyetem) közös kutató csoportja, Ayami Sekizawa vezetése alatt az Okinawa tengerpartjához közeli korall szigeteket látogatta meg az ott élő házatlancsigák megfigyelése és megmintázása céljából. A csigák 24 órán keresztüli megfigyelése alatt átagban háromszor közösültek és minden alkalom új  hímvessző növesztésével járt. A csigák belsejében egy különös spirális testrészt figyeltek meg, ami csak közösülés után jelenik meg és amiről Ayami Sekizawa azt a magyarázatot adta, hogy az új hímvessző ebből nő ki.

## Rendszerezés
Az alrendbe az alábbi alrendágak, öregcsaládok és családok tartoznak:
- Anthobranchia alrendág (Férussac, 1819) 
  - Doridoidea öregcsalád (Rafinesque, 1815)
    - Actinocyclidae
    - Aldisidae
    - Archidorididae
    - Asteronotidae
    - Baptodorididae
    - Cadlinidae
    - Díszes csillagcsigák (Chromodorididae)
    - Conualeviidae
    - Dendrodorididae
    - Discodorididae
    - Dorididae
    - Geitodorididae
    - Halgerdidae
    - Hexabranchidae
    - Homoiodorididae
    - Iduliidae
    - Kentrodorididae
    - Mandeliidae
    - Phyllidiidae
    - Platydorididae
    - Rostangidae

  - Doridoxoidea öregcsalád  (Bergh, 1900)
  - Onchidoridoidea öregcsalád  (Alder & Hancock, 1845)
  - Polyceroidea öregcsalád  (Alder & Hancock, 1845)
- Cladobranchia alrendág (Willan & Morton, 1984)
  - Aeolidioidea öregcsalád  (J. E. Gray, 1827)
  - Arminoidea öregcsalád  (Rafinesque, 1814)
  - Dendronotoidea öregcsalád  (Allman, 1845)
  - Metarminoidea öregcsalád  (Odhner in  Franc, 1968)